# رابرت نپر
رابرت لیل نپر (به انگلیسی: Robert Lyle Knepper) (زاده ۸ ژوئیه ۱۹۵۹) بازیگر اهل ایالات متحده آمریکا است. او در پی ایفای نقش تئودور بَگ‌وِل در مجموعه سریال فرار از زندان شهرت زیادی کسب کرد.

## زندگی شخصی
رابرت نپر در فرِمونت در ایالت اوهایو زاده شد.
مادرش پت دیک عضو یک انجمن تئاتر و پدرش دونالد نپر دامپزشک هستند، مادرش در سال ۲۰۰۳ درگذشت. به دلیل اشتغال مادرش در انجمن تئاتر، نپر از سنین پایین علاقه به فعالیت در این زمینه داشت. نپر بیشتر سالهای جوانی خود را با کار در انجمن تئاتر و تولیدات دبیرستانی گذراند. پس از فارغ‌التحصیلی از Maumee High School در سال ۱۹۷۷، تصمیم به ادامه تحصیل در رشته تئاتر دراما در دانشگاه نورت‌وسترن گرفت. در خلال این مدت؛ نپر نقشهای حرفه‌ای در شیکاگو بدست آورد. در مراحل پایانی تحصیلات، دانشگاه را رها کرده و به نیویورک رفت؛ جایی که به کار در تئاتر ادامه داد.
ثروت او حدود ۲ میلیون دلار تخمین زده می‌شود. قد او ۱۷۵ سانتیمتر است.

## اتهام آزار جنسی
در ۸ نوامبر ۲۰۱۷، طراح لباس آمریکایی سوزان برترام، رابرت نپر را متهم به آزار جنسی در سال ۱۹۹۱ کرد. رابرت در پاسخ به این خانم گفت: من واقعاً از این موضوع شوکه و متعجب هستم و این اتهامات کاملاً دروغ و بی اساس هستند.
پس از آن چند زن دیگر هم این ادعا را تکرار کردند و هر دفعه نپر خود را بی گناه اعلام می‌کرد. او حاضر نشد که با نشریات مصاحبه کند و فقط در جواب می‌گفت که همسر، خانواده و دوستان نزدیک من، شخصیتم را بهتر می‌شناسند و من از حمایت‌های همه جانبهٔ آن‌ها سپاسگزار هستم.
در پی این اتهام‌ها، تحقیقاتی در این زمینه انجام شد و در دادگاه رابرت نپر بی گناه شناخته و مشخص شد که سوزان برترام دچار بحران روحی و افسردگی شدید بوده و از این طریق قصد داشته تا پولی به دست بیاورد.

## زندگی هنری
هرچند که رابرت نپر هرگز قصد نقش آفرینی در فیلم‌ها و پروژه‌های تلویزیونی را نداشت، با این‌حال فعالیت حرفه‌ای خود را در فیلم و تلویزیون در سال ۱۹۸۶ با The Paper Chase و That's Life! آغاز کرد.
وی بیشتر به خاطر بازی در نقش تی-بگ یا تئودور بگ ول (به انگلیسی: Theodore Bagwel) در مجموعه تلویزیونی فرار از زندان و همچنین قهرمان‌ها (به انگلیسی: Heroes) شناخته شده‌است.
او همچنین در فیلم‌های هیتمن و ترانسپورتر ۳ ظاهر شده و به عنوان یکی از بازیگران فصل چهارم سریال قهرمانان نقش آفرینی کرده‌است.
درواقع نپر پس از پایان سریال فرار از زندان در سال ۲۰۰۹، برای نقش شرور ساموئل سالیوان در فصل چهارم و پایانی سریال قهرمانان انتخاب شد. پس از آن در سال ۲۰۱۰ به بازیگران سریال Stargate Universe پیوست؛ و در فصل ششم سریال ذهن‌های جنایتکار با قبول نقش Rhett Walden به عنوان یک قاتل سریالی یکی از بازیگران مهمان این مجموعه تلویزیونی شد. نپر در همان سال در یک فیلم جنایی و اقتباسی با عنوان Burning Daylight نیز بازی کرد.

## فیلم‌شناسی
| سال  | فیلم                         | توضیحات              |
| ---- | ---------------------------- | -------------------- |
| ۱۹۸۸ | دی.او.ای.                    |                      |
| ۱۹۸۹ | یاغی‌ها                       |                      |
| ۱۹۹۵ | جستجو و نابود کردن           |                      |
| ۱۹۹۸ | خسته                         |                      |
| ۲۰۰۷ | هیتمن                        |                      |
| ۲۰۰۷ | ۳۰۰                          |                      |
| ۲۰۰۸ | ترانسپورتر ۳                 |                      |
| ۲۰۰۹ | فرار از زندان                | فصل ۱ تا ۵           |
| ۲۰۰۹ | قهرمان‌ها                     |                      |
| ۲۰۱۰ | شهر جنایتکاران               |                      |
| ۲۰۱۰ | سریال ۲۴                     | فصل ۹                |
| ۲۰۱۰ | قیام تگزاس                   |                      |
| ۲۰۱۱ | ساعات پایانی زمین            |                      |
| ۲۰۱۳ | آر.آی.پی.دی                  |                      |
| ۲۰۱۶ | هدف سخت ۲                    |                      |
| ۲۰۱۶ | عطش مبارزه: زاغ مقلد - بخش ۱ |                      |
| ۲۰۱۷ | گونه ۳                       |                      |
| ۲۰۱۷ | عطش مبارزه: زاغ مقلد - بخش ۲ |                      |
| ۲۰۱۸ | جک‌ریچر ۲                     |                      |
| ۲۰۱۸ | اسلحه‌های جوان ۲              |                      |
| ۲۰۱۸ | لبه ی ترس                    | در نقش ویکتور نواک   |
| ۲۰۱۹ | اولین تولد                   | محصول ایران و آمریکا |